# Club Sportivo San Lorenzo
El Club Sportivo San Lorenzo és un club de futbol paraguaià de la ciutat de San Lorenzo.
El club va ser fundat el 17 d'abril de 1930, amb el nom Tacuary Sport. El novembre del mateix any esdevingué Sportivo Villa Cálcena. Després de la guerra del Chaco, el 16 d'agost de 1936, adoptà el nom Sportivo San Lorenzo. L'any 2011, després d'onze anys d'absència, guanyà la segona divisió i ascendí a primera categoria.

## Palmarès
- Segona divisió paraguaiana de futbol: 
  - 1949, 1953, 1960, 1984, 1987, 1994, 2014
- Tercera divisió paraguaiana de futbol: 
  - 2009, 2017

## Futbolistes destacats
Llistat de futbolistes que:
- han jugat un mínim de 125 partits per al club.
- han establert algun rècord per al club.
- han estat internacionals amb alguna selecció.
- han jugat a primera divisió en algun altre país.
- han jugat competicions internacionals.

| - Pedro Benítez (1998-1999) - Edgar Robles (2000, 2013) - Fabio Escobar (2002) | - Cristian Riveros (2005) - Víctor Aquino (2007) - Vincent Ramaël (2016-) |